# 안서정
안서정은 한국의 드라마 작가로 2019년부터 메가몬스터에 소속되어 활동 중이다.

## 주요 작품
- SBS 《내 사위의 여자》 (2016년)
- SBS 《엄마가 바람났다》 (2020년)